# Suzanne Leclercq
Suzanne Célina Marie Julie Joséphine Leclercq (28 de março de 1901 – 12 de junho de 1994) foi uma paleobotânica e paleontóloga belga, conhecida por seu estudo das plantas do Devoniano. Ela recebeu seu doutorado na Universidade de Liège e trabalhou na Bélgica e no Reino Unido ao longo de sua carreira de pesquisadora. Ela foi membro de muitas sociedades científicas e profissionais, incluindo a Botanical Society of America, a Paleobotanical Society of India e a Geological Society of Belgium, que ela presidiu em 1953-1954. Leclercq foi uma professora de estratigrafia e paleofitologia em sua alma mater, ao longo de sua carreira, e realizou pesquisas no Museu Britânico, Geological Survey de Londres, Universidade de Glasgow, Manchester University, University College de Londres e Universidade de Cambridge. 